# 기상레이더센터
기상레이더센터(氣象레이더센터, Weather Radar Center)는 대한민국 기상청의 소속기관이다. 2010년 4월 13일 발족하였으며, 서울특별시 동작구 여의대방로16길 61에 위치하고 있다. 센터장은 서기관·기술서기관 또는 기상연구관으로 보한다.

## 직무
- 기상레이더의 운영 및 개발 기본계획 수립·종합·조정
- 기상레이더 관측의 기준설정 및 제도 개선
- 기상레이더 국내외 기술협력
- 기상레이더 관측망 원격 감시 및 운영에 관한 사항
- 기상레이더 관측전략 및 표준화 운영·관리
- 국내외 기상레이더 관측자료 수집·처리·분배·저장
- 기상레이더 자료처리 및 응용에 관한 연구
- 보안·문서관리·인사·예산회계 및 물품·국유재산관리에 관한 사항

## 연혁
- 1998년 3월 3일: 기상청 예보국에 레이더담당관실을 설치하여 기상레이더에 관한 사무를 관장.[4]
- 2000년 7월 29일: 원격탐사과로 개편.[5]
- 2005년 7월 26일: 관측국에 소관 사무를 이관하여 기상레이더과를 설치.[6]
- 2007년 3월 16일: 기상기술기반국에 소관 사무를 이관하여 관측기술운영과를 설치.[7]
- 2008년 3월 3일: 관측기술운영팀으로 개편.[8]
- 2009년 4월 30일: 관측기반국에 소관 사무를 이관하여 관측운영과를 설치.[9]
- 2010년 4월 13일: 기상청 소속 기상레이더센터로 독립.[10]

## 조직

### 센터장
- 레이더운영과[11]
- 레이더분석과[11]
- 레이더기획팀[11][12]